# Benvenuto Tisi

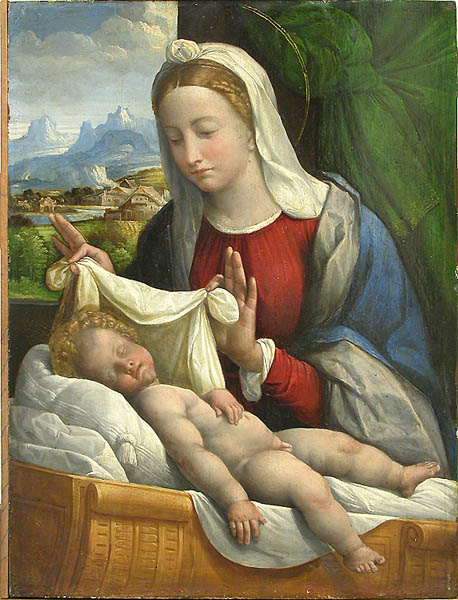
Le Sommeil de l'Enfant Jésus, au Louvre

Benvenuto Tisi ou Il Garofalo, né en 1481 à Garofalo (hameau de Canaro près de Ferrare) en Italie, mort le 6 septembre 1559 à Ferrare, est un peintre maniériste italien de l'école de Ferrare.
La carrière de Garofalo débute à la cour du duc d'Este. Ses premières œuvres sont décrites comme « idylliques », mais elles se conforment souvent aux vanités élaborées privilégiées par la cour ferraraise artistiquement raffinée.
Le surnom Garofalo dérive du nom de la ville où il est peut-être né et il a lui-même parfois signé ses peintures avec un petit dessin d'œillet (en italien, garofano).

## Biographie
Né à Garofolo (Garofalo comme mentionné dans l'Antiquité), maintenant une fraction de Canaro, dans la province de Rovigo près de Ferrare, Tisi aurait fait son apprentissage sous Domenico Panetti à partir de 1491, et peut-être Lorenzo Costa. Il est un contemporain et parfois un collaborateur de Dosso Dossi. En 1495, il travaille à Crémone sous la direction de son oncle maternel Niccolò Soriano, et à l'école de Boccaccio Boccaccino, qui l'initie au style chromatique vénitien. En 1500, il fait son premier voyage à Rome où, semble-t-il, il rencontre le Florentin Giovanni Baldini. En 1501, il s'installe à Bologne où il reste pendant deux ans dans l'atelier de Lorenzo Costa. En 1504, il retourne à Ferrare et travaille avec les frères Dossi. En 1506, il se rend à Mantoue. Il a peut-être passé trois ans (1509-1512) à Rome. Cela le conduit à un style classique stylisé, plus influencé par Jules Romain .
Invité par un gentilhomme ferrarais, Geronimo Sagrato, à Rome, il travaille brièvement sous la direction de Raphaël à la décoration de la Chambre de la Signature. De Rome, les affaires de famille le rappellent à Ferrare.
À son retour, bien considéré grâce à sa ferveur religieuse, il reçoit de nombreuses commandes et est attaché à la cour du duc d'Este. Alphonse Ier d'Este le charge d'exécuter des peintures, avec les Dossi, dans le Délice de Belriguardo et dans d'autres palais. Parmi d'autres œuvres, telles que La Madone du Repos en 1525, pour Lionello del Pero, il réalise des fresques pour le palais du séminaire en 1520, et pour le palais Costabili. Il exécute des ensembles décoratifs dans les demeures d'Este, malheureusement perdus, et de nombreux retables pour des chapelles privées, des églises et des couvents de Ferrare et des cités voisines.
Il peint beaucoup peint à Ferrare, à la fois à l'huile et à fresque, deux de ses principales œuvres étant le Massacre des Innocents (1519), dans l'église Saint-François, et son chef-d'œuvre Trahison du Christ (1524). Pour le premier, il fait des modèles d'argile pour l'étude. Il continue constamment à travailler jusqu'à ce qu'en 1550 la cécité le surprenne, peignant tous les jours de fête dans les monastères pour l'amour de Dieu. Il avait déjà perdu la vision de l'œil droit en 1531, ce qui l'avait contraint à céder temporairement le pinceau à Dosso Dossi pour la réalisation du retable de saint André.
Il est  obligé de se retirer et de rester inactif les neuf dernières années de sa vie. Il se marie à quarante-huit ans et meurt à Ferrare le 6 (ou 16) septembre 1559, laissant deux enfants.
Il était un ami de Jules Romain, Giorgione, Titien et L'Arioste ; dans un tableau du Paradis, il a peint l'Arioste entre sainte Catherine d'Alexandrie et saint Sébastien (martyr). Dans sa jeunesse, il aimait jouer du luth et il pratiquait aussi l'escrime. Il se classe parmi les meilleurs des peintres ferrarais.
En 1520, Girolamo da Carpi, son principal élève, aurait fait son apprentissage dans son atelier et aurait travaillé avec lui sur des projets ferrarais dans les années 1530–40. Stefano Falzagalloni serait un autre de ses élèves. Il Garofalo a également influencé Antonio Pirri et Nicola Pisano (actif 1499-1538).

## Style
Le style de Tisi participe des modes lombard, romain et vénitien. Même ses œuvres les moins réussies conservent, au milieu de leur qualité figée, une harmonie qui marque la coloration vénitienne. La Procession du Chevalier au Palais Colonna (Rome), laissait entrevoir un Albert Cuyp à l' italienne, moins banal, plus romantique et plus raffiné que l'artiste hollandais.
Ses œuvres de jeunesse incluent la Chasse au sanglier au Palazzo Sciarra et la Vierge dans les nuages avec quatre saints (1518) aux Galeries de l'Académie de Venise, considérée comme l'un de ses chefs-d'œuvre. La Pietà (1527) de la Pinacothèque de Brera de Milan révèle un traitement de plus en plus stylisé. La Vierge à l'Enfant (1532) de la Pinacothèque de Modène est un tableau charmant ; le grand Triomphe de la religion à l'Athénée de Ferrare a été décrit comme une affaire « livresque », dont les épisodes sont difficiles à élucider. Garofalo est l'un des peintres connus et décrits par Giorgio Vasari.
Il fut l'ami de Raphaël et imita si bien sa manière que ses tableaux Vierge et l'Enfant ont souvent été attribués à ce grand maître. L'attribution de diverses œuvres est disputée avec Ortolano Ferrarese qui possède un style similaire. Roberto Longhi souligne la parenté de ses paysages avec ceux de Giorgione, mais considère que la qualité de ses tableaux dérive vers le formalisme à partir de 1515.

## Œuvres

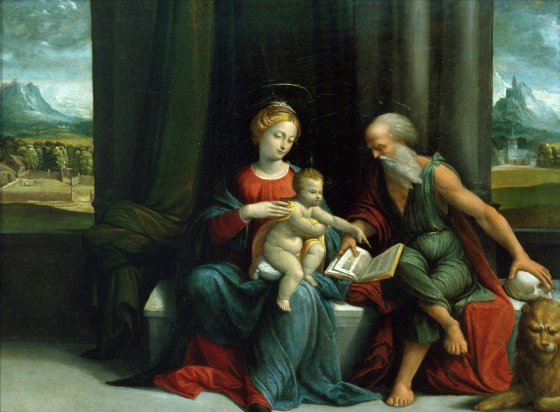
Vierge à l'Enfant et saint Jérôme (vers 1530) au Dallas Museum of Art

- La Vierge à l'Enfant avec les saints Dominique et Catherine de Sienne (v. 1500-1505), National Gallery, Londres
- La Vierge à l'Enfant (1510), Galleria dell'Arte Studiolo, Milan
- Adoration des mages (1508-1509), Pinacoteca Nazionale, Ferrare
- Neptune et Pallas (1512), Gemäldegalerie, Dresde
- Vierge des nuages (1514), Pinacoteca Nazionale, Ferrare
- Sainte Catherine d'Alexandrie (v. 1515-1530), National Gallery, Londres
- Madone au baldaquin (1517), National Gallery, Londres
- La Vierge à l'Enfant au trône, avec les saints Guillaume d'Aquitaine, Claire, Antoine de Padoue et François (1517-1518), National Gallery, Londres
- La Vierge dans les nuages avec quatre saints (1518), Gallerie dell'Accademia de Venise
- La Vision de saint  Augustin (v. 1518), National Gallery, Londres
- Le Massacre des innocents (1519), Pinacoteca Nazionale, Ferrare
- Circoncision (1519), bois, 37 × 50 cm, Musée du Louvre, Paris[6]
- Sainte Famille avec les saints Jean-Baptiste, Elizabeth, Zacharie et François (1520), National Gallery, Londres
- Vierge à la colonne (1523), Pinacoteca Nazionale, Ferrare
- Vierge au trône avec des saints (1524), Cathédrale Saint-Georges (Ferrare)
- Madone du repos (1525), Pinacoteca Nazionale, Ferrare
- Un sacrifice païen (1526), National Gallery, Londres
- Pietà (1527), Pinacoteca di Brera, Milan
- Vierge en gloire (1532), Musées du Capitole, Rome
- Saint Sébastien, Musée Capodimonte, Naples

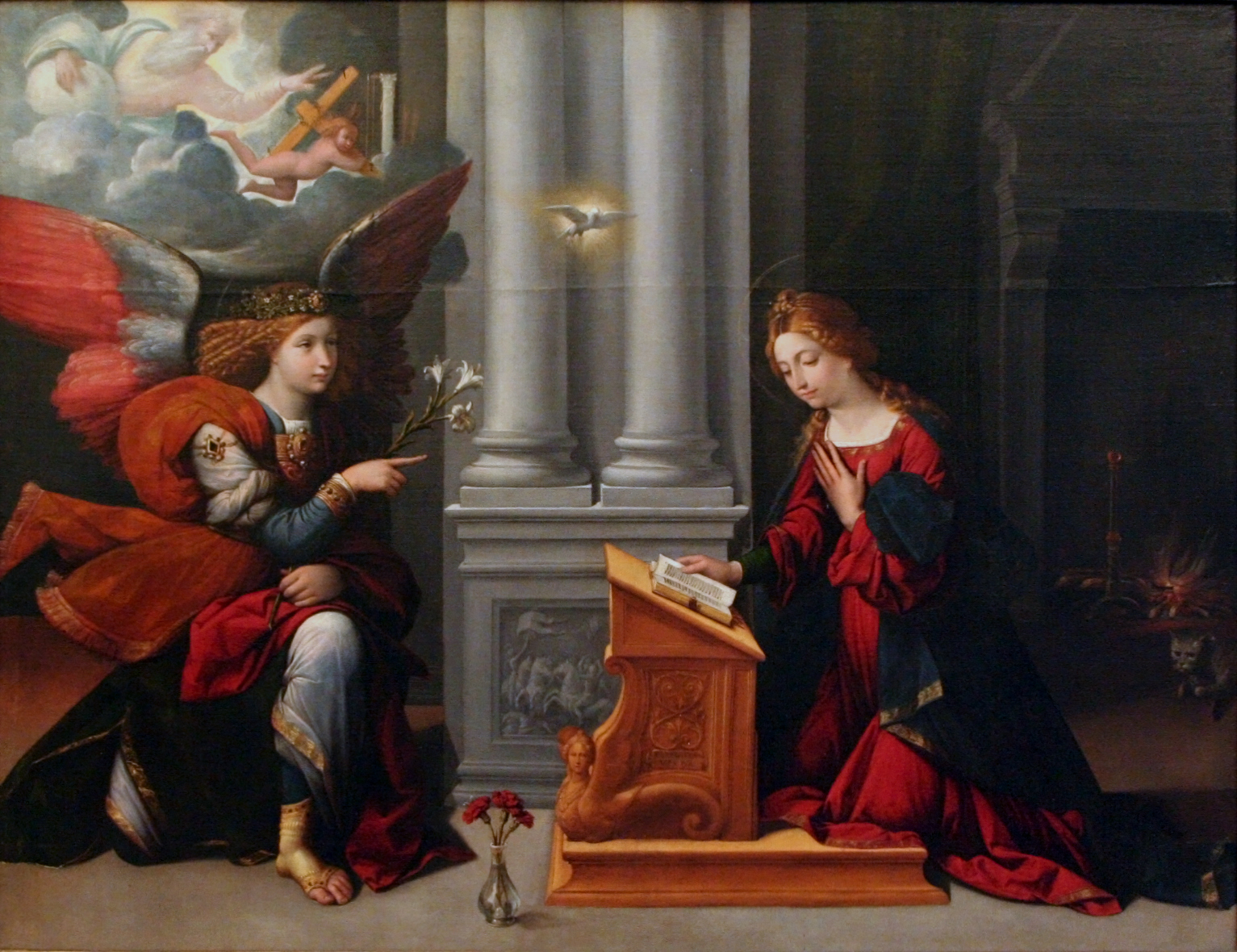
Annonciation, Pinacothèque capitoline.

- Annonciation (1528), Pinacothèque capitoline, Rome : la date de 1528 figure au-dessus de la cheminée, à droite, tandis que les trois œillets, au premier plan, sont une allusion au surnom du peintre. Au faste du costume de l'archange Gabriel fait pendant la simplicité de la Vierge, représentée dans son intimité domestique. L'espace fortement structuré, souligné par les colonnes centrales, est traversé en diagonale par les trois figures de la Trinité : Dieu le père, l'Enfant Jésus avec les symboles de la Passion du Christ, et la colombe du Saint-Esprit[7].
- Vierge à L'Enfant et Saint Jérôme, v. 1530, huile sur bois, 40 × 55 cm, Dallas Museum of Art
- Les Noces de Cana (1531), musée de l'Ermitage, Saint-Pétersbourg
- Vierge au trône avec des saints (1532), Modène
- Résurrection de Lazare (1534), Pinacoteca Nazionale, Ferrare
- La Sainte Famille (1535), Rijksmuseum Amsterdam, inv. no SK-C-309
- Adoration des mages (1535), Rijksmuseum Amsterdam, inv. no SK-A-114
- Vierge à l'Enfant (1535), Rijksmuseum Amsterdam, inv. no SK-C-3400
- Le Christ et la Samaritaine (1536)
- Allégorie de l'Amour (v. 1527-1539), National Gallery, Londres
- Annonciation, v. 1540, huile sur bois, 55 × 76 cm, Musée des Offices, Florence[8]
- Bénédiction de Jean-Baptiste (1542), San Salvatore, Bologne
- Annonciation (1550), tempera sur bois, 250 × 165 cm, Pinacoteca di Brera, Milan[9]

### Dates non documentées
- Le Lavement des pieds, National Gallery of Art Washington
- L'Agonie dans le jardin, National Gallery, Londres
- Vierge à l'Enfant avec les saints Jean et Elisabeth, Courtauld Institute, Londres
- Le Triomphe de Bacchus, Château d'Este, Ferrare
- Mars, Vénus et Cupidon, Wawel, Cracovie
- Adoration de l'Enfant, Musée de Cambridge
- Ascension du Christ, Galleria Nazionale d'Arte Antica, Rome
- Sommeil de Jésus enfant, Musée du Louvre, Paris

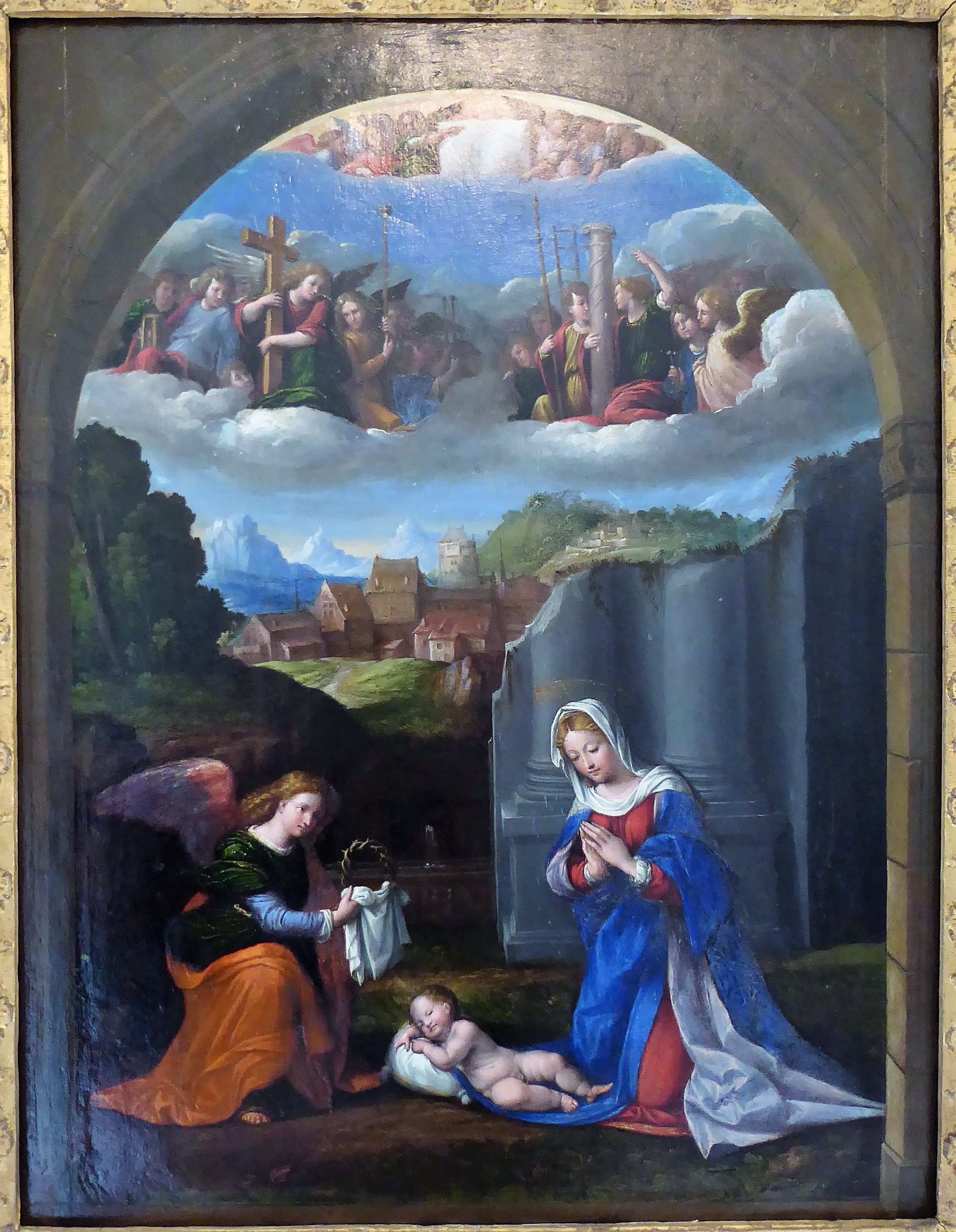
Adoration de l'Enfant, avec les instruments de la Passion, huile sur bois, XVIe siècle, musée des Beaux-Arts de Chartres.

- Adoration de l'Enfant, avec les instruments de la Passion, huile sur bois, musée des Beaux-Arts de Chartres[Note 1]
- La Chasse au sanglier, Palazzo Sciarra, Rome
- Procession du chevalier, Palazzo Colonna, Rome
- Retable à l'église San Francesco de Ferrare
- Sainte Famille, Musée des beaux-arts d'Angers
- Auguste et la Sibylle Tiburtine, peinture sur bois, 63 × 41 cm, Galerie Palatine, Palais Pitti, Florence[8]
- La Vierge à l’Enfant et le Petit Saint Jean, huile sur bois, 31 x 22 cm, musée des Beaux-Arts d’Orléans (disparu)[10].